# 七月鏡一
七月 鏡一（ななつき きょういち、本名：板本 健太郎〈いたもと けんたろう〉、1968年7月30日 - ）は、日本の漫画原作者、脚本家。北海道室蘭市出身。男性。血液型はO型。
札幌光星高等学校、立正大学文学部史学科卒業、同大学院文学研究科修了。

## 来歴
高校在学中に、第1回全国高等学校文芸コンクール小説部門で最優秀賞。大学在学中に第1回少年サンデー原作大賞入賞作「アウトサイド・ソード」（作画：工藤奏一郎）にてデビュー。近年は同じ漫画原作者の梶研吾が主催する映像企画脚本集団ピケットに参加し、映像作品の脚本も手がけるようになった。
他に文月剣太郎のペンネームを持つ。
太田忠司の「新宿少年探偵団」の登場人物「七月響子」の名前のモデルでもあるが、これは両者がパソコン通信時代からの知人同士であるからのお遊びである。
平井和正からの信頼厚き書き手である。

## 作品

### 漫画原作・原案
- ジーザス（作画：藤原芳秀、『週刊少年サンデー』、小学館）
- ホタルロード（作画：西沢一岐）
- サムライスピリッツ -魔界武芸帖-（作画：三好雄己、『週刊少年サンデー増刊号』、小学館）
- バーチャファイター（作画：藤原芳秀、小学館）
- ARMS（著者：皆川亮二、原案協力、『週刊少年サンデー』、小学館）
- Dr.トゥモロウ（作画：藤原芳秀、『週刊少年サンデー』、小学館）
- 闇のイージス（作画：藤原芳秀、『週刊ヤングサンデー』、小学館）
- D-LIVE!!（著者：皆川亮二、『週刊少年サンデー』、小学館 / 七月はシナリオ・取材の一部を担当）
- ロボットボーイズ（作画：上川敦志、『週刊少年サンデー』、小学館）
- 8マン インフィニティ（ルーツ：平井和正&桑田二郎 / 作画：鷹氏隆之 / メカデザイン：永田太、『月刊マガジンZ』、講談社）
- BUGS -捕食者たちの夏-（作画：藤原芳秀、『週刊ヤングサンデー』、小学館）
- 暁のイージス（作画：藤原芳秀、『週刊ヤングサンデー』 - 『YSスペシャル』、小学館） ※『闇のイージス』第2部・完結編
- ファイアーエムブレム 紋章の謎（作画：克・亜樹、『週刊少年サンデー増刊号』、小学館）
- VOID（ヴォイド）（HXL作品、漫画：李成圭、VOIDデザイン：福地仁、『月刊マガジンZ』、『ヒーロークロスライン』、講談社）
- JESUS 砂塵航路（作画：藤原芳秀、『モバMAN』、小学館） ※『ジーザス』の続編
- 牙の旅商人 〜The Arms Peddler〜（作画：梟、『ヤングガンガン』、スクウェア・エニックス）
- ポケットモンスターB・W グッドパートナーズ（作画：険持ちよ、『小学三年生』、小学館）
- AREA D 異能領域（作画：梁慶一、『週刊少年サンデー』、小学館）
- BUGS LAND（作画：藤原芳秀、『モバMAN』、小学館） ※『BUGS -捕食者たちの夏-』の続編
- 幻魔大戦 Rebirth（原作：平井和正&石ノ森章太郎 /漫画：早瀬マサト・石森プロ、『クラブサンデー』、『サンデーうぇぶり』、小学館/七月は脚本を担当）
- ZEUS -INSTALLED-（作画：藤原芳秀、『モバMAN』、小学館）
- 探偵ゼノと7つの殺人密室（作画：杉山鉄兵、『週刊少年サンデー』、小学館）
- ギジン-擬人- （作画：朝日曼耀、『サンデーうぇぶり』、小学館）
- 8マンVSサイボーグ009（原作：平井和正・桑田二郎・石ノ森章太郎、作画：早瀬マサト・石森プロ、『チャンピオンRED』、秋田書店）
- ツキモノガカリ（作画：朝日曼耀、『サンデーうぇぶり』、小学館）
- ドラゴン奉行（作画：茂木ヨモギ、『サンデーうぇぶり』、小学館）

文月剣太郎名義
- X-GENE（柿崎正澄、原案協力、『週刊ヤングサンデー』、小学館）
- ナイトラヴァーズ（作画：清水洋三、『週刊少年サンデー』、小学館）

### 映画
- エコエコアザラクIII MISA The Dark Angel（1998年 脚本担当）

### オリジナルビデオ
- 学校怪談 呪われた記憶 - 脚本

### テレビドラマ
- エコエコアザラク（テレビ東京の深夜ドラマ、佐伯日菜子主演）
  - 第20話「面 -THE MASK-」
  - 第22話「魔女裁判 -THE JUDGMENT-」
- 美少女新世紀 GAZER（テレビ朝日のウイークエンドドラマ、吹石一恵主演）

### その他
- HXL 「ジエンド序章 オルタレイション・バースト」PV - 村枝賢一作のヒーロークロスライン作品ジエンドのPV、「ザ☆カインズ」の貴日ワタリがHXL用に提供した楽曲「オルタレイション・バースト」と、ジエンドの漫画にエフェクトなどの加工をした映像を合わせた物。七月鏡一が自主的に制作し、YouTube、ニコニコ動画にアップロードした作品。